# 関再発見フリーマガジンぶうめらん
『関再発見フリーマガジンぶうめらん』（せきさいはっけん フリーマガジン ぶうめらん）は、2007年6月から岐阜県関市において発行されているフリーマガジン。

## 概要
関の魅力を発信するフリーマガジン。「関における『ミディアムスローライフ』を提案する」ことをコンセプトに、関市民によるボランティアスタッフにより執筆・編集されている。季刊として創刊されたが、現在は偶数月発行の隔月刊となっている。創刊時6千部だった発行部数は2012年時点では2万部。2012年4月現在、28号まで発行している。関市民に関の良さを知ってもらうことが目的のため、基本的に関市内のみに配布であり、関市の商店などのほか、中日新聞にも折り込まれる。マスコットキャラクターとして、ぶぅがいる。

## 沿革
- 2007年6月 創刊
- 2008年6月15,000部増刷
- 2009年6月20,000部増刷